# سراور (گلپایگان)
سراور روستایی در دهستان جلگه بخش مرکزی شهرستان گلپایگان استان اصفهان ایران است.

## جمعیت
بر پایه سرشماری عمومی نفوس و مسکن در سال ۱۳۹۵ جمعیت این روستا ۳۸۶ نفر (۱۵۷خانوار) بوده‌است.